# Humbert Aviation Tétras
Le Tétras Humbert est un ULM multi-axes français à deux places à moteur unique et aile haute. Disponible en kit ou en avion complet, il est produit depuis 1994 par Humbert Aviation à Ramonchamp dans le département des Vosges (Grand Est).

## Variantes
Tétras A
Version initiale.
Tétras B
Première version standard introduite en 1998. Moteur Rotax 912 UL de 80 chevaux, possibilité de monter en option le Rotax 912 ULS de 100 chevaux.
Tétras BS
Similaire au Tétras B avec un moteur Rotax 912 ULS de 100 chevaux.
Tétras CS
Version introduite en 2007. Nouvelle aile à la surface réduite pour optimiser les performances.
Tétras CSM
Version militaire du CS.
Tétras CSL
Évolution du Tétras CS adaptée pour le voyage bénéficiant d'un train d'atterrissage à lames et de carénages de roues pour augmenter la vitesse de croisière et baisser la consommation.
Tétras CSLM
Version militaire du CSL.
Tétras CTS
Évolution du Tétras CS avec un train tricycle.
Tétras CSR
Evolution du Tétras CSL adaptée au remorquage de planeurs.

## Galerie

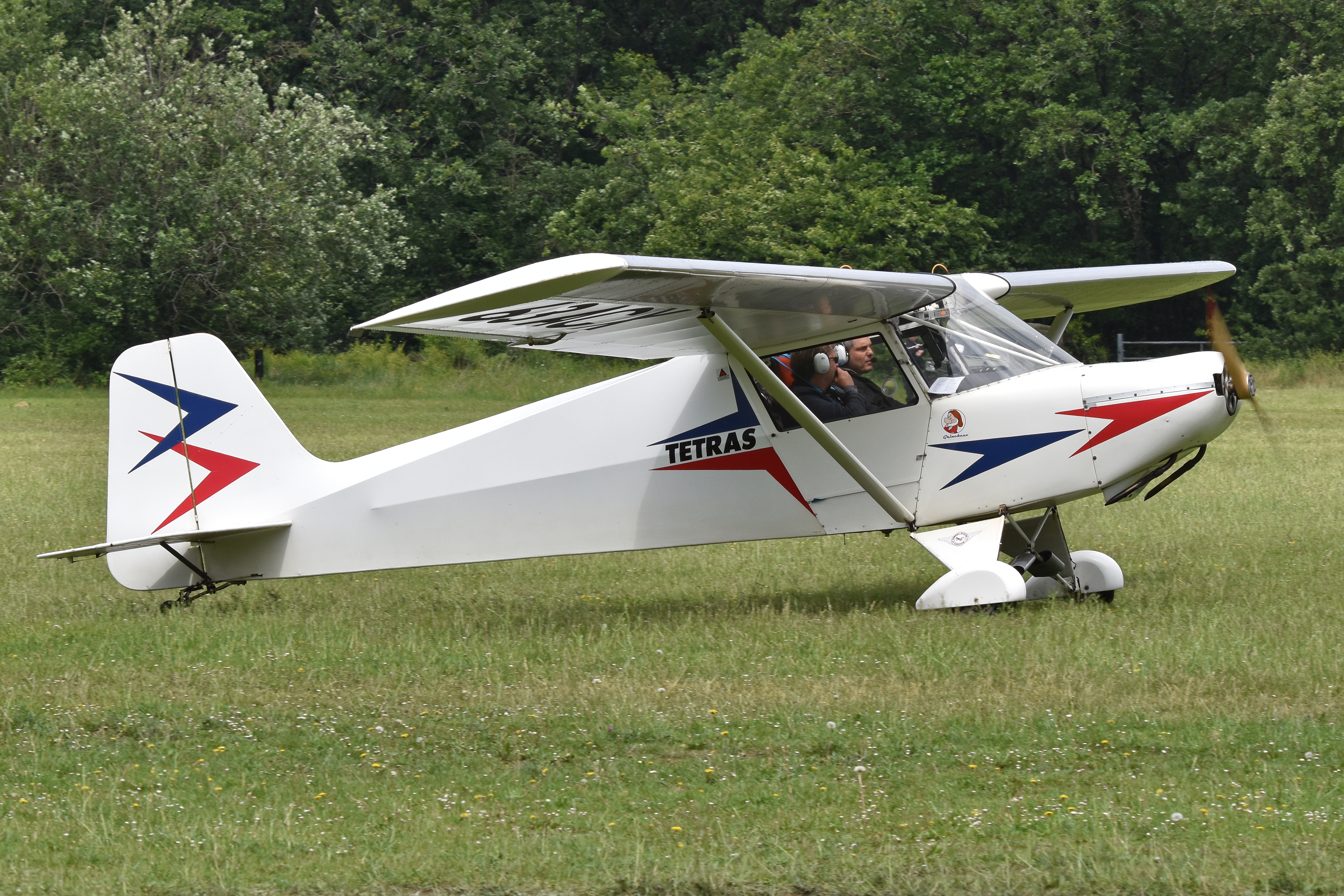
Type"A" moteur Humbert
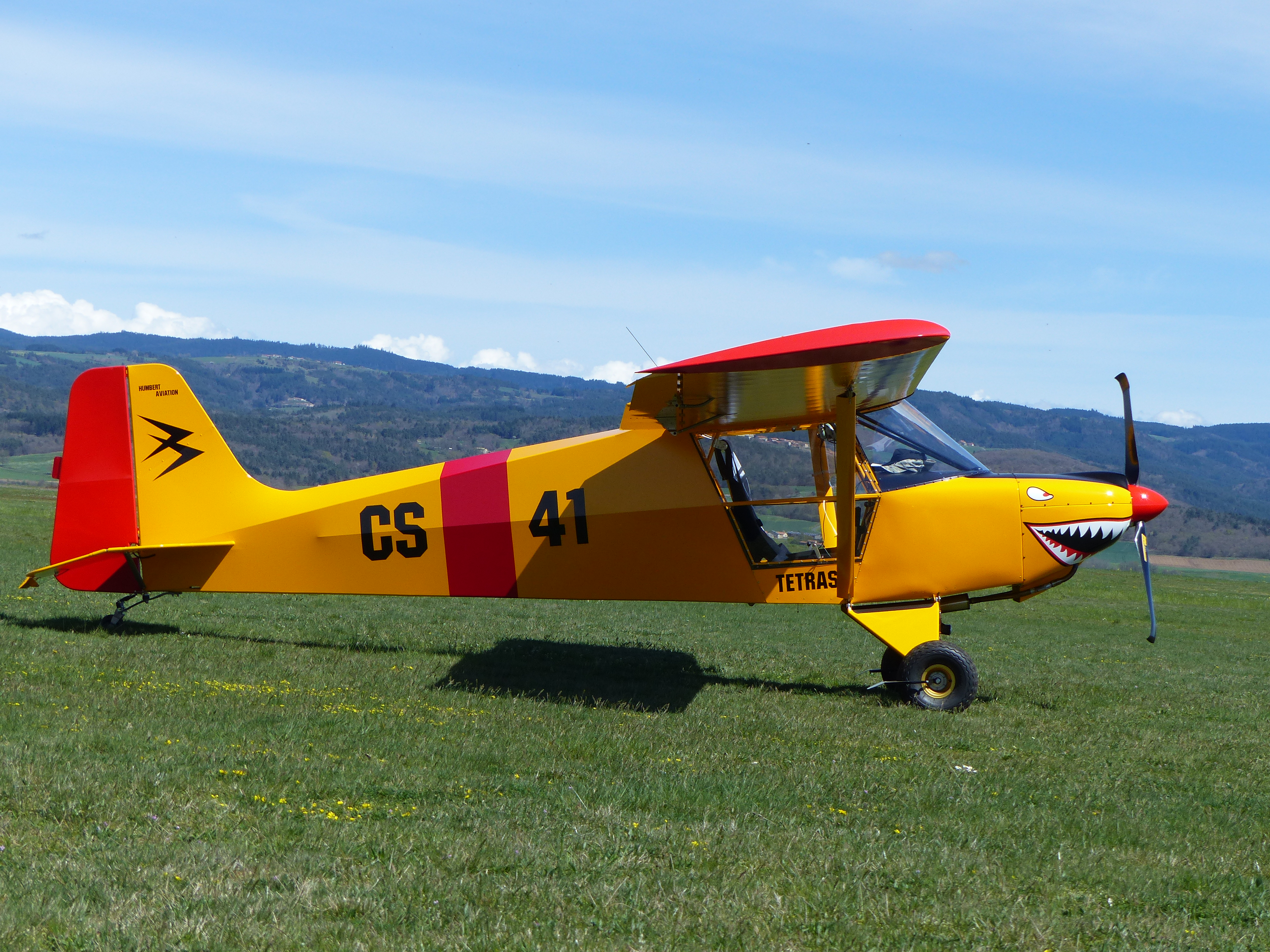
Tétras CS
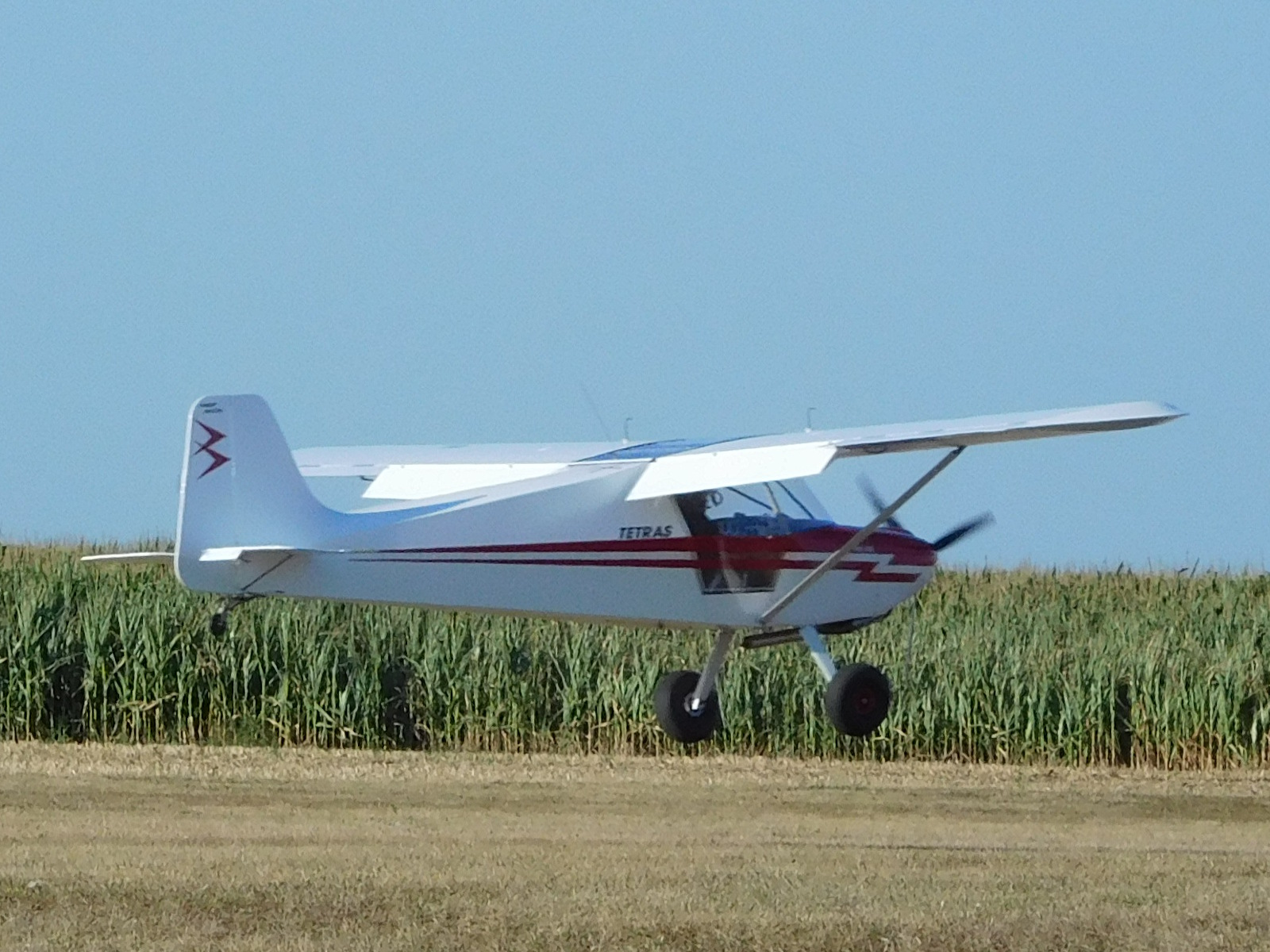
Tétras CSL
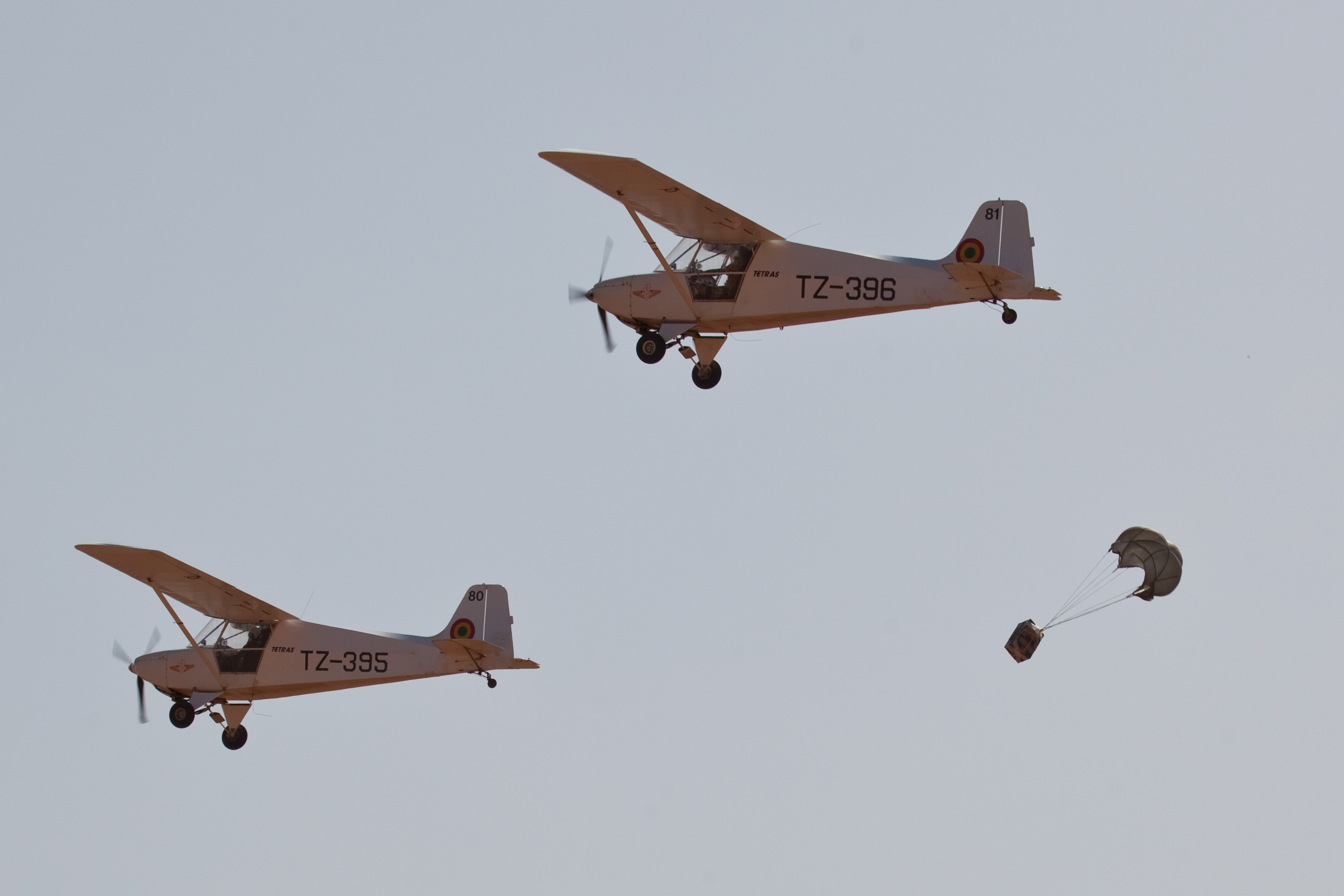
Tétras CSLM de l'armée de l'air du Mali

## Appareils similaires
- ICP Savannah
- Best Off Skyranger
- Best Off Nynja
- Zenair Zenith STOL CH 701
- G1 Aviation G1